# Guida tramite fili
La guida tramite fili (in inglese drive by wire) indica, in ingegneria dei trasporti, un tipo di controllo automatizzato dei comandi di un'automobile o di un motoveicolo. Un sistema simile è il fly-by-wire, che viene usato in aeronautica.
Il principio del drive by wire prevede l'impiego di centraline elettroniche che raccolgono informazioni (dati) da vari sensori (come ad esempio il TPS, Throttle Position Sensor, ossia un sensore che rileva l'angolazione corrente della valvola a farfalla) e connesse a vari organi di input/output, senza un collegamento meccanico e/o idraulico tra le parti che guidano il mezzo come il volante, il manubrio, l'acceleratore e l'eventuale corpo farfallato e il freno, in modo che non vengano azionate in modo diretto, bensì indirettamente tramite attuatori elettromeccanici comandati dalle centraline in base a vari segnali forniti alle stesse dai sensori e dagli organi di input.

## Settore aeronautico
Si tratta di una terminologia e di una tecnologia mutuate nel settore automobilistico da quelle adottate nel settore aeronautico col termine fly by wire (volare tramite fili): nella progettazione dei velivoli, infatti, si era creata la necessità di rispondere in maniera automatizzata alle continue correzioni che un pilota doveva effettuare per controllare un aereo da caccia con configurazione intrinsecamente instabile, e dunque in condizioni di difficile pilotaggio a causa di fenomeni di tipo eminentemente aerodinamico.
Poiché questa tecnologia permette di assicurare un'eccellente guidabilità dell'aereo anche se intrinsecamente instabile, e in aggiunta garantisce la sicurezza del volo anche nel caso di errori umani, la progettazione di sistemi fly by wire si è diffusa a macchia d'olio dagli anni ottanta, e tali automazioni sono passate al settore automobilistico nella gestione della potenza erogata (come, per esempio, nel controllo di trazione) e infine al settore motociclistico.

## Le innovazioni automobilistiche

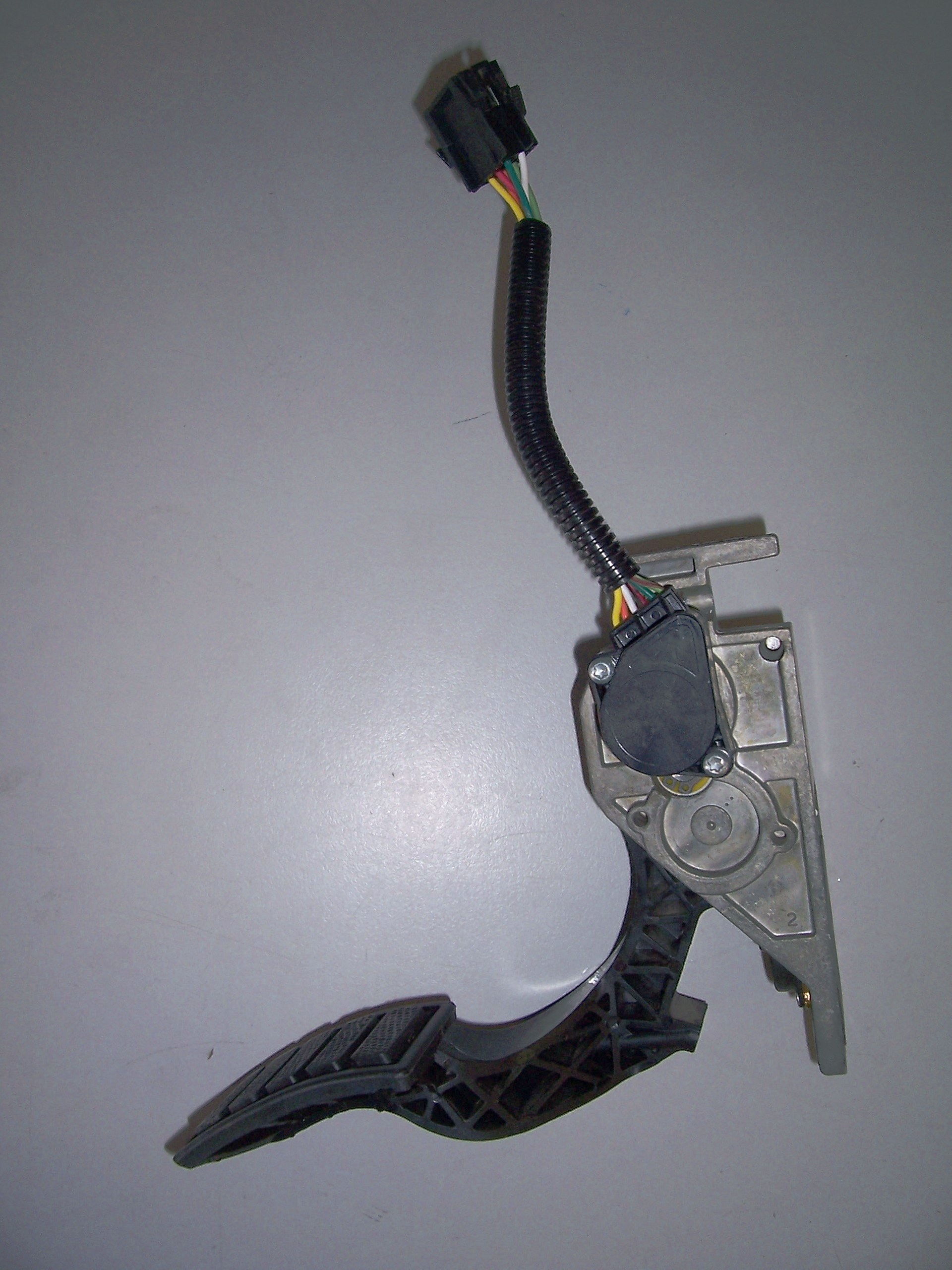
Pedale per sistemi di guida tramite fili

Il "drive by wire" trova la sua prima applicazione automobilistica nel controllo della potenza erogata dal motore, che così non viene più controllata direttamente (un semplice cavo in acciaio che apre o chiude i corpi farfallati dell'impianto di iniezione o le ghigliottine dei carburatori), ma attraverso un sistema indiretto che, collegato all'acceleratore, aziona un potenziometro; questo strumento a sua volta trasmette a una centralina elettronica l'informazione relativa alla richiesta di potenza (angolo di apertura del gas) veicolata dall'acceleratore, grazie a un calcolo di quanto il pedale è stato premuto.
Questa informazione viene elaborata insieme a una serie di altri dati (quali per esempio la velocità relativa delle ruote, l'accelerazione trasversale e assiale cui è sottoposto il veicolo, l'angolo di sterzata, la temperatura esterna, i carichi sugli ammortizzatori, l'angolo di imbardata e rollio oltre a numerosi altri parametri) e ritrasmessa a un servomotore che provvede a far ruotare i corpi farfallati del sistema di iniezione in maniera tale da evitare perdite di aderenza dovute ad una eccessiva coppia applicata sulle ruote motrici. In sostanza, la centralina elettronica risponde all'esigenza di un'erogazione di potenza ottimale, cercando di soddisfare la richiesta dell'utente attraverso l'acceleratore e i limiti fisici del veicolo nelle condizioni che si verificano in un determinato istante.
Ovviamente, visto che il sistema rende sostanzialmente possibile intervenire direttamente sul comportamento dinamico del veicolo, l'elettroattuazione dà la possibilità di gestire tutta una serie di variabili quali quelle del "carattere" del veicolo stesso: su molte autovetture viene fornita di serie la possibilità di modificare le prestazioni del veicoli, variando per esempio la curva di coppia e potenza, la risposta elastica delle sospensioni, e la sensibilità dell'acceleratore - pur mantenendo la guida entro i margini di sicurezza.

## Applicazioni
Questa tecnologia consente diverse applicazioni. Le più rilevanti sono di tipo:

### Militare
Questo tipo di tecnologia è nata proprio con l'esercito, allorché si cercava un modo per poter ridurre la complessità dei comandi degli aeromobili e per poterne migliorare le doti.

### Sportive
Il controllo digitale dei servomeccanismi su un veicolo ha conosciuto le sue prime applicazioni nel mondo della Formula 1 dalla metà degli anni 1980, con lo sviluppo di soluzioni "attive" delle sospensioni utili a mantenere fissa l'altezza da terra delle "wing cars" che necessitavano di una configurazione geometrica molto precisa per avere le massime prestazioni. La prima applicazione definibile a rigore "drive by wire" è stata sviluppata nei primi anni 90 in realtà dalla Renault sui motori che equipaggiavano le monoposto Williams F1.
Successivamente all'introduzione di hardware sempre più potenti si è potuto fornire ai piloti sistemi di controllo della trazione sempre più raffinati, permettendo al pilota di evitare la fase di controllo dell'acceleratore necessario in precedenza per evitare il sovrasterzo di potenza. In questa maniera il conduttore viene messo di fatto nelle condizioni di poter premere l'acceleratore già all'ingresso della curva, senza la necessità di dosare il gas: l'elettronica si occupa di variare al meglio la fase di accelerazione senza causare sovrasterzi per eccesso di potenza (tramite un sistema integrato detto in genere ESP, Electronic stability program o ASR Acceleration Slip Regulation, o TCS, Traction Control System). Allo stesso modo i vari sistemi elettronici si occupano di gestire la fase di decelerazione evitando, tramite servomeccanismi applicati ai sistemi frenanti e al blocco frizione, squilibri in frenata causati da condizioni di aderenza differente fra le ruote. In questo modo i piloti guidano vetture estremamente potenti ma decisamente ben guidabili, con evidenti vantaggi per la sicurezza.
Allo stesso modo di quanto avviene sulle autovetture, anche sulle motociclette sono stati sviluppati sistemi di controllo di trazione che permettono tramite trasduttori di movimento di gestire la fase di accelerazione del mezzo, notoriamente una delle fasi più critiche nella guida di motociclette da competizione poiché essendo limitata la potenza trasmissibile dalla ruota posteriore all'asfalto causava negli anni passati cadute denominate high side.
La denominazione di questa tecnologia applicata al settore motociclistico è stata denominata ride by wire e a partire dal 2007 la sua applicazione nelle competizioni motociclistiche è stata aspramente criticata in quanto alcuni piloti (fra cui il pluricampione Valentino Rossi) ritengono che vengano facilitati in maniera eccessiva i piloti meno dotati.
Va detto che fino al 2002 circa i sistemi elettronici di ausilio al pilota motociclistico si limitavano al controllo di trazione e al controllo dei parametri motoristici durante la fase di frenata senza influenzare in alcun modo i sistemi frenanti, ma durante la competizione endurance denominata 8 ore di Suzuka, ove le case motociclistiche giapponesi investono una buona parte dei budget annuali destinati alle competizioni Honda ha fatto debuttare un sistema ABS installato su una motocicletta da competizione, su questo mezzo, la CBR1000RR affidata a Carlos Checa e a Ryūichi Kiyonari, la casa giapponese ha realizzato per la prima volta una soluzione integrata fra sistema di trazione e frizione anti-saltellamento in fase di frenata, peraltro vincendo la competizione.